# Port lotniczy Useldange
Port lotniczy Useldange – port lotniczy zlokalizowany w mieście Useldange w Luksemburgu. Obsługuje głównie połączenia krajowe.